# Enthora chlorodera
Enthora chlorodera är en skalbaggsart som beskrevs av Blanchard 1851. Enthora chlorodera ingår i släktet Enthora och familjen Melolonthidae. Inga underarter finns listade i Catalogue of Life.